# Hidatsa (langue)
Cet article concerne la langue hidatsa. Pour le peuple hidatsa, voir Hidatsas.
Le hidatsa est une langue amérindienne de la famille des langues siouanes.

## Situation sociolinguistique
Le hidatsa est parlé dans la réserve indienne de Fort Berthold, aux États-Unis, dans le Dakota du Nord, dans laquelle les Hidatsas vivent avec les nations Mandan et Arikara. La langue est menacée.

## Classification
Le hidatsa est proche du crow avec lequel il constitue le sous-groupe des langues siouanes de la vallée du Missouri.